# Миллз, Дэнни
Дэ́ниел Джон Миллз (англ. Daniel John Mills; 18 мая 1977, Норидж, Норфолк, Англия), более известный как Дэ́нни Миллз (англ. Danny Mills) — английский футболист, выступал на позиции правого защитника.
За свою карьеру играл за такие клубы, как «Норвич Сити», «Чарльтон Атлетик», «Лидс Юнайтед», «Мидлсбро», «Манчестер Сити», «Халл Сити» и «Дерби Каунти».
В период с 2001 по 2004 год выступал за национальную сборную Англии, сыграл в её составе 19 матчей. Участник чемпионата мира 2002 года.
7 августа 2009 года 32-летний Дэнни объявил о завершении своей карьеры футболиста.

## Клубная карьера

### Ранние годы
Дэнни Миллз родился 18 мая 1977 года в английском городе Норвич.
Является воспитанником местного клуба, Академию которого он закончил в 1994 году, в том же году подписал с «Норвичем» свой первый профессиональный контракт. За четыре года, проведённых в составе «канареек», Дэнни так и не смог завоевать себе место в основном составе команды, поэтому в марте 1998 года он был продан клубу «Чарльтон Атлетик», который заплатил за молодого крайнего защитника 250 тысяч фунтов стерлингов.
В том же сезоне Миллз помог лондонскому клубу выйти в плей-офф Чемпионшипа, где в финальном матче за право на выход в премьер-лигу, «Атлетик» в серии пенальти были удачливее «Сандерленда» и завоевали место в элитном дивизионе Англии на следующий сезон.

### «Лидс Юнайтед»
15 июля 1999 года пресс-служба клуба «Лидс Юнайтед» объявила, что новым работодателем Дэнни стала именно йоркширская команда. Сумма отступных, заплаченная «павлинами» «Чарльтону» за Миллза, составила 4,1 миллиона фунтов. Сам Дэнни заявил в интервью официальному сайту клуба следующее:
Похоже мои мечты начинают осуществляться - я перешёл в действительно крупный клуб с серьёзными амбициями и намерениями. Надеюсь, что смогу принести своей новой команде пользу.
Дебют Миллза в «Лидсе» состоялся уже 7 августа в матче, в котором «павлины» сыграли вничью с «Дерби Каунти» — 0:0. В том же сезоне Дэнни с «Юнайтед» дошли до полуфинала Кубка УЕФА, где однако уступили по сумме двух встреч турецкому «Галатасараю», ставшему впоследствии победителем этого турнира.
В следующем футбольном году Дэнни окончательно стал игроком стартового состава «Лидса». Команда Миллза вновь достигла стадии 1/2 финала, но на этот раз уже Лиги чемпионов. Здесь «павлинов» вновь ждала неудача — 2 мая на стадионе «Элланд Роуд» «Лидс» добился нулевой ничьей в первом матче с испанской «Валенсией», через 6 дней англичане были биты «летучими мышами» на арене «Месталья» с разгромным счётом 0:3.
Сезон 2003/04 Миллз провёл по арендному соглашению в клубе «Мидлсбро». В составе «Боро» выиграл Кубок Футбольной лиги, ставший первым трофеем в истории «речников».
По возвращении в «Лидс» в конце того же сезона «павлины» не стали продлевать с Миллзом контракт, истекающий летом 2004 года. В итоге Дэнни, ставший свободным агентом, 13 июля подписал 5-летний контракт с «Манчестер Сити». Примечательно, что, даже играя за «горожан», Миллз получал некоторую сумму денег от «Лидса» — руководство «павлинов» решили пойти на такой шаг в знак уважения перед заслугами защитника в йоркширском клубе.
Сам Дэнни часто признавался, что очень скучает по «Юнайтед» и хотел бы вернуться в команду, но, к сожалению, для него этого не произошло.

### «Манчестер Сити»
Впервые Миллз сыграл за «горожан» 14 августа 2004 года, когда «Сити» в рамках чемпионата Англии встречались с «Фулхэмом». Бо́льшую часть сезона 2004/05 Дэнни являлся основным правым защитником «Манчестера», но с отставкой с поста главного тренера команды Кевина Кигана в марте 2005 года и приходом на его место Стюарта Пирса, Миллз потерял место в основном составе клуба. В начале следующего футбольного года защитник вернулся в основу «Сити». 2 октября забил свой единственный гол за «горожан», поразив красивым ударом с 25 метров ворота «Эвертона». Однако 26 ноября в матче против «Ливерпуля» Миллз получил травму голени. Оправившись от неё в феврале следующего года, он проиграл конкуренцию за место правого защитника более молодому Майке Ричардсу и до конца сезона сыграл лишь 5 матчей.
14 сентября 2006 года Дэнни перешёл в «Халл Сити» на правах двухмесячной аренды. По возвращении Миллза в «Манчестер» руководство «горожан» долго решало дальнейшую судьбу защитника — среди вариантов была его обратная аренда в «Халл», ссуда в «Лидс Юнайтед». В итоге было решено оставить футболиста в стане манкунианского клуба.
С приходом на тренерский мостик «Сити» шведского специалиста Свена-Ёрана Эрикссона Дэнни был сразу выставлен на трансфер. Покупателей на Миллза не нашлось, и он был вновь отправлен в аренду — на этот раз в «Чарльтон Атлетик».
В январе 2008 года срок пребывания Дэнни в «Чарльтоне» закончился. Уже 4 января «Сити» отдали его в очередную ссуду — в «Дерби Каунти» до конца сезона 2007/08. Уже в третьей игре за «баранов» он получил травму, заставившую его преждевременно закончить сезон.
1 июля Миллз вернулся в «Манчестер», однако клуб не стал продлевать с ним соглашение о сотрудничестве.
7 августа 2009 года Дэнни заявил о завершении своей карьеры футболиста.

## Карьера в сборной
Выступая за «Норвич Сити», Миллз привлекался в молодёжную сборную Англии, за который сыграл 14 матчей, забил 3 гола.
В 2001 году, впечатлив своей игрой в «Лидс Юнайтед» британских тренеров и специалистов, Дэнни был призван под знамёна первой команды страны. Дебют состоялся в том же году — 21 мая защитник дебютировал в сборной Англии, выйдя на замену вместо Эмиля Хески в матче против Мексики, проходившем на стадионе «Прайд Парк» в городе Дерби.
Через год, 27 марта 2002 года Дэнни впервые вышел в стартовом составе англичан — соперниками британской сборной в тот день были итальянцы.
В том же году в составе команды «трёх львов» Миллз отправился на чемпионат мира 2002, где провёл полностью все 5 игр своей сборной на этом турнире.
Всего за английскую сборную Дэнни сыграл 19 матчей.

## Достижения
«Мидлсбро»
- Обладатель Кубка английской лиги: 2003/04

## Жизнь вне футбола
Миллз является попечителем и основным представителем Благотворительной ассоциации по борьбе с рахисхизисом и гидроцефалии (англ. Association for Spina Bifida And Hydrocephalus). Вошёл в состав этой организации сразу после смерти своего маленького сына Арчи, скончавшегося от этих болезней в ноябре 2002 года. В качестве поддержки Ассоциации Дэнни в 2010 году принял участие в марафонском заезде на инвалидных колясках, в котором наряду со спортсменами-инвалидами участвовали английские звёзды спорта, кино и шоу-бизнеса. Все доходы, собранные в этой акции, пошли на развитие благотворительного фонда, поддерживаемого бывшим футболистом.
По окончании карьеры футболиста Миллз принял предложение канала «BBC Five Live» периодически комментировать матчи английской премьер-лиги и участвовать в спортивных ток-шоу.
22 апреля 2010 года Дэнни был включён в команду комментаторов BBC, которые работали на матчах мирового первенства, которое состоится в ЮАР. Помимо него в этот список вошли такие известные личности в мире футбола, как Патрик Клюйверт, Кларенс Зеедорф, Гордон Стракан и многие другие.

## Личная жизнь
Сын Джордж — легкоатлет, чемпион Великобритании 2020 года в беге на 1500 метров. Младший сын Стэнли — профессиональный футболист, игрок клуба «Эвертон».

## Статистика выступлений

### Клубная статистика
| Клуб                        | Сезон                       | Чемпионат | Чемпионат | Кубок | Кубок | Кубок Лиги | Кубок Лиги | Плей-офф Лиги | Плей-офф Лиги | Еврокубки | Еврокубки | Итого | Итого |
| Клуб                        | Сезон                       | Игры      | Голы      | Игры  | Голы  | Игры       | Голы       | Игры          | Голы          | Игры      | Голы      | Игры  | Голы  |
| --------------------------- | --------------------------- | --------- | --------- | ----- | ----- | ---------- | ---------- | ------------- | ------------- | --------- | --------- | ----- | ----- |
| Норвич Сити                 | 1995/96                     | 16        | 0         | —     | —     | 3          | 1          | —             | —             | —         | —         | 19    | 1     |
| Норвич Сити                 | 1996/97                     | 31        | 0         | 1     | 0     | 2          | 0          | —             | —             | —         | —         | 34    | 0     |
| Норвич Сити                 | 1997/98                     | 19        | 0         | 1     | 0     | —          | —          | —             | —             | —         | —         | 20    | 0     |
| Всего за «Норвич Сити»      | Всего за «Норвич Сити»      | 66        | 0         | 2     | 0     | 5          | 1          | 0             | 0             | 0         | 0         | 73    | 1     |
| Чарльтон Атлетик            | 1997/98                     | 9         | 1         | —     | —     | —          | —          | 2             | 0             | —         | —         | 11    | 1     |
| Чарльтон Атлетик            | 1998/99                     | 36        | 2         | 1     | 0     | 3          | 0          | —             | —             | —         | —         | 40    | 2     |
| Чарльтон Атлетик            | 2007/08                     | 19        | 0         | —     | —     | —          | —          | —             | —             | —         | —         | 19    | 0     |
| Всего за «Чарльтон Атлетик» | Всего за «Чарльтон Атлетик» | 64        | 3         | 1     | 0     | 3          | 0          | 2             | 0             | 0         | 0         | 70    | 3     |
| Лидс Юнайтед                | 1999/00                     | 17        | 1         | 1     | 0     | 1          | 1          | —             | —             | 2         | 0         | 21    | 2     |
| Лидс Юнайтед                | 2000/01                     | 23        | 0         | 1     | 0     | —          | —          | —             | —             | 16        | 0         | 40    | 0     |
| Лидс Юнайтед                | 2001/02                     | 28        | 1         | 1     | 0     | 2          | 0          | —             | —             | 8         | 0         | 39    | 1     |
| Лидс Юнайтед                | 2002/03                     | 33        | 1         | 4     | 0     | 1          | 0          | —             | —             | 3         | 0         | 41    | 1     |
| Всего за «Лидс Юнайтед»     | Всего за «Лидс Юнайтед»     | 101       | 3         | 7     | 0     | 4          | 1          | 0             | 0             | 29        | 0         | 141   | 4     |
| Мидлсбро                    | 2003/04                     | 28        | 0         | 2     | 0     | 7          | 0          | —             | —             | —         | —         | 37    | 0     |
| Всего за «Мидлсбро»         | Всего за «Мидлсбро»         | 28        | 0         | 2     | 0     | 7          | 0          | 0             | 0             | 0         | 0         | 37    | 0     |
| Манчестер Сити              | 2004/05                     | 32        | 0         | 1     | 0     | 2          | 0          | —             | —             | —         | —         | 35    | 0     |
| Манчестер Сити              | 2005/06                     | 18        | 1         | —     | —     | —          | —          | —             | —             | —         | —         | 18    | 1     |
| Манчестер Сити              | 2006/07                     | 1         | 0         | —     | —     | —          | —          | —             | —             | —         | —         | 1     | 0     |
| Всего за «Манчестер Сити»   | Всего за «Манчестер Сити»   | 51        | 1         | 1     | 0     | 2          | 0          | 0             | 0             | 0         | 0         | 54    | 1     |
| Халл Сити                   | 2006/07                     | 9         | 0         | —     | —     | —          | —          | —             | —             | —         | —         | 9     | 0     |
| Всего за «Халл Сити»        | Всего за «Халл Сити»        | 9         | 0         | 0     | 0     | 0          | 0          | 0             | 0             | 0         | 0         | 9     | 0     |
| Дерби Каунти                | 2007/08                     | 2         | 0         | 1     | 0     | —          | —          | —             | —             | —         | —         | 3     | 0     |
| Всего за «Дерби Каунти»     | Всего за «Дерби Каунти»     | 2         | 0         | 1     | 0     | 0          | 0          | 0             | 0             | 0         | 0         | 3     | 0     |
| Всего за карьеру            | Всего за карьеру            | 321       | 7         | 14    | 0     | 21         | 2          | 2             | 0             | 29        | 0         | 387   | 9     |

### Матчи и голы за сборную Англии
| №  | Дата            | Место                                              | Оппонент            | Счёт | Голы Миллза | Соревнование                                                    |
| 1  | 25 мая 2001     | «Прайд Парк», Дерби, Англия                        | Мексика             | 4:0  | —           | Товарищеский матч                                               |
| 2  | 15 августа 2001 | «Уайт Харт Лейн», Лондон, Англия                   | Нидерланды          | 0:2  | —           | Товарищеский матч                                               |
| 3  | 10 ноября 2001  | «Олд Траффорд», Манчестер, Англия                  | Швеция              | 1:1  | —           | Товарищеский матч                                               |
| 4  | 27 марта 2002   | «Элланд Роуд», Лидс, Англия                        | Италия              | 1:2  | —           | Товарищеский матч                                               |
| 5  | 17 апреля 2002  | «Энфилд», Ливерпуль, Англия                        | Парагвай            | 4:0  | —           | Товарищеский матч                                               |
| 6  | 21 мая 2002     | «Сёгвипо Уорлд Кап Стэдиум», Согвипхо, Южная Корея | Республика Корея    | 1:1  | —           | Товарищеский матч                                               |
| 7  | 26 мая 2002     | «Кобе Универсиад Мемориал Стэдиум», Кобе, Япония   | Камерун             | 2:2  | —           | Товарищеский матч                                               |
| 8  | 2 июня 2002     | «Саитама», Саитама, Япония                         | Швеция              | 1:1  | —           | Чемпионат мира по футболу 2002 (финальные игры, групповой этап) |
| 9  | 7 июня 2002     | «Саппоро Доум», Саппоро, Япония                    | Аргентина           | 1:0  | —           | Чемпионат мира по футболу 2002 (финальные игры, групповой этап) |
| 10 | 12 июня 2002    | Нагай, Осака, Япония                               | Нигерия             | 0:0  | —           | Чемпионат мира по футболу 2002 (финальные игры, групповой этап) |
| 11 | 15 июня 2002    | «Ниигата Биг Свон», Ниигата, Япония                | Дания               | 3:0  | —           | Чемпионат мира по футболу 2002 (финальные игры, 1/8 финала)     |
| 12 | 21 июня 2002    | «Экопа», Сидзуока, Япония                          | Бразилия            | 1:2  | —           | Чемпионат мира по футболу 2002 (финальные игры, 1/4 финала)     |
| 13 | 7 сентября 2002 | «Вилла Парк», Бирмингем, Англия                    | Португалия          | 1:1  | —           | Товарищеский матч                                               |
| 14 | 12 февраля 2003 | «Болейн Граунд», Лондон, Англия                    | Австралия           | 1:3  | —           | Товарищеский матч                                               |
| 15 | 22 мая 2003     | «Кингз Парк», Дурбан, ЮАР                          | ЮАР                 | 2:1  | —           | Товарищеский матч                                               |
| 16 | 3 июня 2003     | «Уокерс», Лестер, Англия                           | Сербия и Черногория | 2:1  | —           | Товарищеский матч                                               |
| 17 | 11 июня 2003    | «Риверсайд», Мидлсбро, Англия                      | Словакия            | 2:1  | —           | Отборочный матч чемпионата Европы по футболу 2004               |
| 18 | 20 августа 2003 | «Портман Роуд», Ипсвич, Англия                     | Хорватия            | 3:1  | —           | Товарищеский матч                                               |
| 19 | 18 февраля 2004 | «Алгарве», Фару, Португалия                        | Португалия          | 1:1  | —           | Товарищеский матч                                               |

Итого: 19 матчей / 0 голов; 8 побед, 7 ничьих, 4 поражения.

### Сводная статистика игр/голов за сборную
| Сборная          | Год              | Отборочные матчи ЧМ | Отборочные матчи ЧМ | Финальные матчи ЧМ | Финальные матчи ЧМ | Отборочные матчи ЧЕ | Отборочные матчи ЧЕ | Финальные матчи ЧЕ | Финальные матчи ЧЕ | Товарищеские матчи | Товарищеские матчи | Итого | Итого |
| Сборная          | Год              | Игры                | Голы                | Игры               | Голы               | Игры                | Голы                | Игры               | Голы               | Игры               | Голы               | Игры  | Голы  |
| ---------------- | ---------------- | ------------------- | ------------------- | ------------------ | ------------------ | ------------------- | ------------------- | ------------------ | ------------------ | ------------------ | ------------------ | ----- | ----- |
| Англия           | 2001             | —                   | —                   | —                  | —                  | —                   | —                   | —                  | —                  | 3                  | 0                  | 3     | 0     |
| Англия           | 2002             | —                   | —                   | 5                  | 0                  | —                   | —                   | —                  | —                  | 5                  | 0                  | 10    | 0     |
| Англия           | 2003             | —                   | —                   | —                  | —                  | 1                   | 0                   | —                  | —                  | 4                  | 0                  | 5     | 0     |
| Англия           | 2004             | —                   | —                   | —                  | —                  | —                   | —                   | —                  | —                  | 1                  | 0                  | 1     | 0     |
| Всего за карьеру | Всего за карьеру | 0                   | 0                   | 5                  | 0                  | 1                   | 0                   | 0                  | 0                  | 13                 | 0                  | 19    | 0     |